# Partia Europejskich Konserwatystów i Reformatorów

Kolorem granatowym zaznaczone są kraje, w których w koalicji rządowej uczestniczą członkowie ECR Party

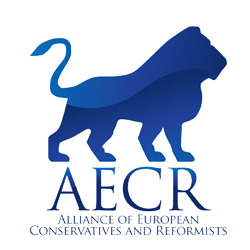
Logo AECR (2009–2016)

Logo ACRE (2016–2019)

Partia Europejskich Konserwatystów i Reformatorów (ang. European Conservatives and Reformists Party, ECR Party) – europejska partia polityczna o orientacji prawicowej, założona 1 października 2009 przez partie związane z grupą Europejskich Konserwatystów i Reformatorów (ECR) w Parlamencie Europejskim. 
Nowa partia zastąpiła dotychczasowe ugrupowania: Sojusz na rzecz Europy Narodów (AEN) i Ruch na rzecz Reform Europejskich (MER). W styczniu 2010 została oficjalnie uznana przez Parlament Europejski. Do 2016 nosiła nazwę Sojusz Europejskich Konserwatystów i Reformatorów (AECR), następnie do 2019 Sojusz Konserwatystów i Reformatorów w Europie (ACRE). Skupia partie konserwatywne i umiarkowanie eurosceptyczne. Przy ugrupowaniu jako think tank działa fundacja New Direction – Foundation for European Reform, promująca idee wolnorynkowe, której przewodniczącym jest od 2014 Tomasz Poręba. 
Przewodniczącym partii od 2025 jest polski poseł i były premier Mateusz Morawiecki. Wcześniej byli nimi czeski eurodeputowany Jan Zahradil (2009–2020) i włoska posłanka oraz od 2022 premier Giorgia Meloni (2020–2025).

## Deklaracja ideowa
Podstawą działań ECR Party jest tzw. Deklaracja Praska, wymieniająca następująco brzmiące zasady:
1. Wolna przedsiębiorczość, wolny i uczciwy handel i konkurencja, minimum regulacji, niższe podatki i mniejszy udział rządu jako czynniki najlepiej zapewniające wolność osobistą i dobrobyt w wymiarze jednostkowym i narodowym.
2. Wolność jednostek, większa odpowiedzialność osobista i większe poszanowanie zobowiązań wobec demokratycznych wartości.
3. Trwałe dostawy czystej energii z naciskiem na bezpieczeństwo energetyczne.
4. Znaczenie rodziny jako fundamentu społeczeństwa.
5. Integralność i suwerenność państwa narodowego, sprzeciw wobec unijnego federalizmu i przywrócenie poszanowania zasad prawdziwej subsydiarności.
6. Nadrzędność transatlantyckich więzi bezpieczeństwa w dynamicznym i skutecznym NATO i poparcie dla młodych demokracji w Europie.
7. Skuteczna kontrola imigracji i położenie kresu nadużywaniu procedur azylowych.
8. Wydajne i nowoczesne usługi publiczne oraz wrażliwość na potrzeby wspólnot miejskich i wiejskich.
9. Położenie kresu marnotrawstwu i nadmiernej biurokracji oraz zobowiązanie się do większej przejrzystości i uczciwości w instytucjach UE i w dysponowaniu funduszami unijnymi.
10. Poszanowanie i równe traktowanie wszystkich krajów UE, nowych i starych, dużych i małych.

## Władze[3]
Przewodniczący:
- Mateusz Morawiecki (PiS)

Wiceprzewodniczący:
- Carlo Fidanza (FdI)
- Marion Maréchal (IDL)
- George Simion (AUR)

Sekretarz generalny:
- Antonio Giordano (FdI)

## Przewodniczący
- od 1 października 2009 do 28 września 2020 – Jan Zahradil (ODS)
- od 28 września 2020 do 14 stycznia 2025 – Giorgia Meloni (FdI)
- od 14 stycznia 2025 – Mateusz Morawiecki (PiS)

## Partie członkowskie[3]
| Państwo    | Partia | Skrót    |
| ---------- | --- | -------- |
| Bułgaria   | Jest Taki Lud Има такъв народ                                                                                                  | ITN      |
| Bułgaria   | WMRO – Bułgarski Ruch Narodowy ВМРО – Българско национално движение                                                            | WMRO-BND |
| Chorwacja  | Chorwaccy Suwereniści Hrvatski suverenisti                                                                                     | HS       |
| Chorwacja  | Dom i Zgromadzenie Narodowe Dom i Nacionalno Okupljanje                                                                        | DOMiNO   |
| Chorwacja  | Most |          |
| Cypr       | Narodowy Front Ludowy Εθνικό Λαϊκό Μέτωπο                                                                                      | ELAM     |
| Czechy     | Obywatelska Partia Demokratyczna Občanská Demokratická Strana                                                                  | ODS      |
| Francja    | Tożsamość-Wolność Identité-Libertés                                                                                            | IDL      |
| Litwa      | Akcja Wyborcza Polaków na Litwie – Związek Chrześcijańskich Rodzin Lietuvos lenkų rinkimų akcija – Krikščioniškų šeimų sąjunga | LLRA-KŠS |
| Litwa      | Litewski Związek Rolników i Zielonych Lietuvos valstiečių ir žaliųjų sąjunga                                                   | LVŽS     |
| Luksemburg | Alternatywna Demokratyczna Partia Reform Alternativ Demokratesch Reformpartei                                                  | ADR      |
| Łotwa      | Zjednoczenie Narodowe Nacionālā apvienība                                                                                      | NA       |
| Niemcy     | My Obywatele Wir Bürger | WB       |
| Polska     | Prawo i Sprawiedliwość | PiS      |
| Rumunia    | Prawicowa Alternatywa Alternativa Dreaptă                                                                                      | AD       |
| Rumunia    | Związek na Rzecz Jedności Rumunów Alianța pentru Unirea Românilor                                                              | AUR      |
| Słowacja   | Wolność i Solidarność Sloboda a Solidarita                                                                                     | SaS      |
| Szwecja    | Szwedzcy Demokraci Sverigedemokraterna                                                                                         | SD       |
| Włochy     | Bracia Włosi Fratelli d’Italia                                                                                                 | FdI      |

## Partie partnerskie[3]
| Państwo           | Partia                                                    | Skrót |
| ----------------- | --------------------------------------------------------- | ----- |
| Albania           | Republikańska Partia Albanii Partia Republikane Shqiptarë | PR    |
| Izrael            | Likud ליכוד                                               | Likud |
| San Marino        | Domani – Motus Liberi                                     | DML   |
| Stany Zjednoczone | Partia Republikańska Republican Party                     | GOP   |